# İçerisu, Nurdağı
İçerisu là một xã thuộc huyện Nurdağı, tỉnh Gaziantep, Thổ Nhĩ Kỳ. Dân số thời điểm năm 2011 là 502 người.